# Otac domovine
Otac domovine ili Otac nacije je počasni naslov davan osobi smatranoj pokretačem osnivanja svoje zemlje, države ili nacije. Izraz "utemeljitelj" se može se primjenjivati na više od jedne osobe.

## Uporaba
Pater patriae (množina: Patres patriae), također vidi kao Parens patriae, bio je rimski pridjev koji je značio "otac domovine", koji je Senat o herojima, a kasnije carevima.
Osnivački mitovi mnogih naroda smatraju sve ljude potomcima jednog pretka, koji je često istog imena kao i narod/država, kao što Lusus za Portugal (Lusitania), ili Lech, Češke i Rusije za Poljsku (Lechia), Češkoj, i Rus'.
U monarhijama, monarh je često smatran "ocem/ majkom nacije" ili "patrijarhom"  koji vodi svoju obitelj. Ovaj koncept je izražen u božanskom pravu utjelovljen u nekim monarhijama, dok je u drugima kodificiran u ustavni zakon kao npr. u Španjolskoj, gdje se monarh smatra oličenjem i utjelovljenjem, simbolom jedinstva i postojanosti nacije.
Mnogi diktatori su sebi davali takve, koji su rijetko preživljavali kraj njihovog režima. Gnassingbé Eyadéma iz Toga imao je nekoliko naslova među kojima i  "oca nacije", "starijeg brata " i "Vođe naroda". Mobutu Sese Seko iz Zaira nosio je naslove "oca nacije", "Vođe ", "Mesije", "kormilara", "leoparda", "predsjednik Sunca", i "pijetla koji skače na sve što se kreće". U postkolonijalnoj Africi, "otac nacije" bio je naslov korišten od strane mnogih vođa vezano za njihovu ulogu u pokretu za neovisnost kao izvor legitimiteta, te kao paternalistička simbolika kao izvor kontinuirane popularnosti.  Na njegov sedamdeseti rođendani 1949., Staljinu je dan naslov "otac domovine" zbog uspostave "narodne demokracije" u državama koje je SSSR zauzeo nakon Drugog svjetskog rata.
Naslov "otac nacije" ponekad se politički osporava. Ustav Bangladeša iz 1972. proglasio je šeika Mujibura Rahmana "ocem domovine". BNP Vlada je to uklonila godine 2004., na prosvjede oporbene Awami lige, na čelu s Rahmanovom kćeri Hasinom. Prijedlog u parlamentu Slovačke za proglašenjem kontroverznog prijeratnog vođe Andreja Hlinke "ocem nacije " je umalo izglasan u rujnu 2007. godine.

## Popis
| Ime                   | Nacija/Država | Naslov             | komentar |
| --------------------- | ------------- | ------------------ | -------- |
| Skenderbeg            | Albanija      | Babai i Kombit     |          |
| Mahatma Gandhi        | Indija        | Rastrapita         |          |
| Simon Bolivar         | Venezuela     | Padre de la patria |          |
| Ante Starčević        | Hrvatska      | Otac domovine      |          |
| Theodor Herzl         | Izrael        | חוזה המדינה        |          |
| Kir Veliki            | Iran          |                    |          |
| Petar Veliki          | Rusija        |                    |          |
| George Washington     | SAD           |                    |          |
| Karlo IV.             | Češka         |                    |          |
| José de San Martín    | Argentina     |                    |          |
| Aleksandar Veliki     | Grčka         |                    |          |
| Sukarno               | Indonezija    |                    |          |
| Sheikh Mujibur Rahman | Bangladeš     |                    |          |